# Soraya Esfandiari Bakhtiari
Pour les articles homonymes, voir Bakhtiari (homonymie).
Titre
Reine consort d'Iran
12 février 1951 – 6 avril 1958
(7 ans, 1 mois et 25 jours)
Soraya Esfandiari Bakhtiari, en (en persan : ثریا اسفندیاری بختیاری), surnommée « la princesse aux yeux tristes », est une princesse iranienne, née le 22 juin 1932 à Ispahan (ville de Farsan)[pas clair] et morte le 25 octobre 2001 à Paris. Elle a été la seconde épouse et chahbanou (reine consort) de Mohammad Reza Pahlavi, le dernier chah d'Iran, du 12 février 1951 au 6 avril 1958, soit pendant la quasi-totalité des événements relatifs à la nationalisation du pétrole iranien en 1951-1953 : ceci avait provoqué la fuite du chah à Rome et son retour triomphal en Iran le 22 août 1953. Après cela, elle est une reine présente et appréciée pendant presque cinq ans. Cependant, malgré le profond amour qui unit le couple impérial, l’absence d’héritier provoque le divorce pour raison d'État de Soraya et Mohammad Reza.
Soraya est souvent désignée comme « le grand amour » de Mohammad Reza Chah.
Bien que le titre du souverain d'Iran fût chahanchah (« roi des rois », qui équivaut au rang d'un empereur), ce n'est pas avant 1967 qu'a été créé le titre féminin équivalent, chahbanou, qui sert à désigner l'épouse du chah. Jusqu'à cette époque, les épouses des chahs, dont Soraya, portaient le titre de « malakeh » (reine).

## Biographie

### Famille

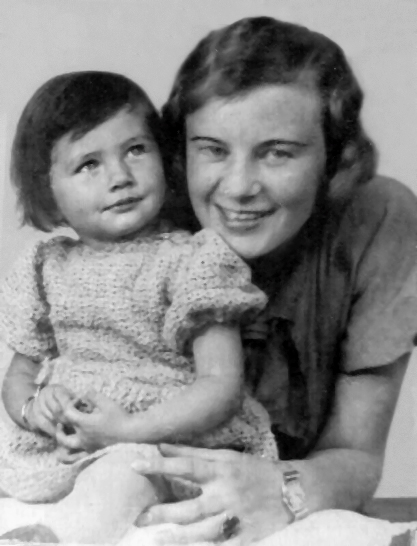
Soraya bébé avec sa mère, Eva Karl (1933).

Née en 1932 à Ispahan, Soraya Esfandiari est la fille première née de Khalil Esfandiari (1901-1983), un notable de la puissante tribu des Bakhtiari et ambassadeur d'Iran en Allemagne de l'Ouest (dans les années 1950) et d'Eva Karl (1906-1994), une Allemande native de Russie. Soraya a un frère cadet, Bijan (1937-2001). 
En Iran, à cette époque, règne Reza Chah Pahlavi. Ce dernier soupçonne les Bakhtiari, au même titre que les Kurdes, les Arméniens et d'autres minorités éloignées de la capitale d'aspirer à l'indépendance et de fomenter des complots en liaison avec les Britanniques, comme cela avait été le cas par le passé. Fuyant les persécutions, le père de Soraya émigre avec sa famille en Allemagne.
Sa famille est liée depuis longtemps au gouvernement et à la diplomatie de l'Iran. Un de ses oncles, Sardar Assad, était l'un des dirigeants du mouvement constitutionnaliste iranien au début du XXe siècle. Élevée à Berlin, puis de nouveau à Ispahan, la famille fuyant la montée du nazisme, elle est instruite dans une école iranienne fondée par des missionnaires anglais. Soraya et sa famille s'établissent ensuite, en 1947, à Zurich. En 1950, Soraya est envoyée à Londres pour poursuivre ses études. À l'âge de 18 ans, c'est une jeune femme moderne et d'une grande beauté.

### Mariage
En 1950, elle est présentée au chah d'Iran, Mohammad Reza Pahlavi, récemment divorcé, par Forough Zafar Bakhtiari, une cousine de son père et amie de la reine-mère Tadj ol-Molouk, via une photographie prise par Goodarz Bakhtiari (un de ses oncles), à Londres, à la demande de Forough Zafar. Soraya avait terminé ses études secondaires dans une école suisse et étudiait l'anglais à Londres. C'est le coup de foudre. Le shah offre à Soraya une bague de fiançailles de 22,37 carats (4,474 g) en diamants. Très amoureux, le couple se marie le 12 février 1951 au palais de Marbre de Téhéran. Son père lui donne une dot de 10 000 pièces d'or persanes. À l'origine, le couple avait prévu de se marier le 27 décembre 1950 mais la cérémonie fut reportée en raison de la maladie de la mariée :  en effet à deux reprises, Soraya fut malade et remise sur pied grâce au médecin de son époux, le docteur Abdol Karim Ayadi ; elle est cependant encore atteinte de fièvre typhoïde le jour de son mariage et, ayant beaucoup maigri, sa grande robe lui pèse, si bien que pendant la cérémonie le chah et Ayadi requièrent une couturière qui vient raccourcir la traîne de la robe, la délestant de ses atours les plus superflus et les plus lourds. 
Bien que le chah ait demandé aux invités de faire des dons à un organisme de bienfaisance pour les pauvres, on trouve parmi les cadeaux de mariage un manteau de vison et un bureau serti de diamants noirs, envoyés par Joseph Staline ; un verre Steuben Bowl of Legends conçu par Sidney Waugh et envoyé par le président des États-Unis et Mme Truman ; des chandeliers géorgiens en argent du roi George VI et de la reine Elizabeth. L'Aga Khan III figure parmi les 2 000 invités.
La cérémonie fut décorée avec 1,5 tonne d'orchidées, de tulipes et d'œillets envoyés par avion depuis les Pays-Bas. Les divertissements incluent un cirque équestre de Rome. La mariée portait une robe en lamé argent, parsemée de perles et garnie de plumes de cigogne marabout, conçue pour l'occasion par Christian Dior. De toutes les femmes que connut le chah, il est généralement admis que Soraya fut le « véritable amour » de la vie du monarque, qu'elle fut celle qu'il aima le plus.
Soraya écrivit plus tard sur sa vie et sur l'impression que lui fit l'Iran : « J'étais une ignorante, je ne savais à peu près rien de la géographie, des légendes de mon pays, rien de son histoire, rien de la religion musulmane ». L'éducation de Soraya avait été entièrement allemande et catholique, ce qui lui laissa une identité mixte et fit l'objet de beaucoup de méfiance en Iran de la part des religieux musulmans, qui affirmèrent que le chah ne devait pas épouser cette « fille à moitié européenne » qui n'avait pas été élevée selon la tradition musulmane. À ce sujet, Soraya écrivit : « Le sentiment d'être à la fois chrétienne et musulmane mais de n'être en même temps ni l'une, ni l'autre, a gravé dans ma chair deux pôles divergents autour desquels ma personnalité s'est développée. L'un est méthodiquement européen, l'autre sauvagement perse ».

### Reine d'Iran
Après le mariage, Soraya prit la direction de l'association de bienfaisance en Iran. Le mariage de Soraya fut vite troublé par la mère et les sœurs de Mohammad Reza qui la voyaient comme une rivale à la centralisation de l'attention et de l'amour du chah, comme elles l'avaient fait avec sa première femme, la princesse Faouzia Fouad d'Égypte, qu'elles avaient sans cesse désavouée et à laquelle elles infligeaient de petites humiliations. Soraya avait notamment horreur d'Ernest Perron, le meilleur ami du Shah et son secrétaire privé, qu'elle traita même de shetun (terme persan qui se traduit approximativement comme « un morceau de merde » et un « diable boiteux »).
Soraya parlait de Perron comme d'un « homosexuel qui détestait les femmes, toutes les femmes » et qui « répandait du poison autour du palais ainsi que dans nos propres quartiers ». Elle écrivit aussi que Perron était un homme « rusé, perfide et machiavélique » qui « réveillait la haine, remuait les ragots, se délectait dans toutes les intrigues ». À son grand dam, Mohammad Reza était « fasciné par ce Suisse diabolique » qui professait être « philosophe, poète et prophète ». Les deux hommes se réunissaient tous les matins pour discuter de toutes les affaires de l'État en français, Perron étant l'homme dont le shah appréciait le plus les conseils et, comme Soraya l'apprit bientôt, pour discuter d'autres questions également.
À son grand dégoût, Perron lui rendit visite et lui fit une série de remarques très « obscènes » et des questions vulgaires sur sa vie sexuelle avec le Shah, ce qui l'amena à le jeter dehors dans sa fureur. Au cours de la confrontation avec le Premier ministre Mohammad Mossadegh du Front national dans le cadre de la nationalisation de l'industrie pétrolière en Iran (1951-1953), Mohammad Reza était souvent déprimé, étant selon les mots de Soraya « sombre et affligé » dans la mesure où il avait même arrêté de jouer au poker avec ses amis, ce qui était pourtant l'une de ses principales passions. Elle déclara aussi que seul le sexe semblait remonter le moral à Mohammad Reza, et qu'à cette fin, elle l'invita souvent dans son lit. À plusieurs reprises, Soraya conseilla à Mohammad Reza « de renoncer à son courage pour que la situation s'arrange ». En août 1953, Soraya suivit le Shah quand il s'enfuit à Rome et se plaignit du fait que l'ambassadeur iranien en Italie ne s'occupât pas de leur séjour alors que le couple royal était constamment harcelé par les paparazzi . Le 19 août 1953, Soraya se souvient de Mohammad Reza parlant de déménager aux États-Unis, quand ce dernier reçut un télégramme lui annonçant que Mossadegh avait été renversé, ce qui le rendit très heureux, presque hilare .

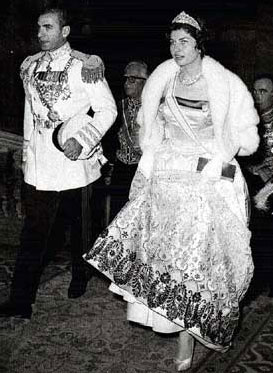
Mohammad Reza Chah et Soraya Esfandiari se rendant à une réception, dans les années 1950.

Après le coup d'État de 1953 qui renversa Mossadegh, le Shah se ressaisit. L'une des activités préférées de Mohammad Reza et de Soraya était les bals masqués bien que Soraya se plaignît du fait que le Shah portât toujours un costume de lion (en référence au lion solaire, le symbole de la royauté) tandis que ses tentatives pour apparaître comme Madame de Pompadour croulaient sous les critiques, car l'assistance trouvait cela inconvenant pour une reine, ce qui la contraignit à la place à apparaître comme Jeanne d'Arc. Concernant son mari, Soraya l'a toujours loué quand il montrait des traits de personnalité « européens » tout en le critiquant pour son comportement « oriental ». Soraya écrivit qu'en dépit de son premier mariage et « malgré les innombrables maîtresses qu'il avait avant moi, Mohammad Reza était extrêmement timide avec les femmes... il n'aimait pas montrer ses sentiments. »
Comme Soraya avait été élevée en Europe, l'Iran était un pays étrange par rapport à son autre pays, ce que l'historien iranien-américain Abbas Milani rapproche de l'attitude de certains Iraniens ordinaires envers elle, qui étaient à la limite du racisme, alors qu'en même temps, l'Europe avait toujours été pour elle le modèle de l'excellence en tout. Soraya, décrite comme Reine, avait à visiter « les hôpitaux, les orphelinats, les charités, les quartiers populaires avec leurs djoubs à ciel ouvert, avec des ruisseaux d'eau de saleté qui fournissent pourtant des habitations, après avoir été utilisés par les laveuses, les clochards et les chiens, le rachitisme de la population, les femmes ravagées physiquement et les vieillards, la saleté des ruelles où les maisons ne sont plus des maisons où règne la pauvreté, la pauvreté réelle ».

Photo non datée du chah et Soraya à Miami.

En opposition avec les quartiers pauvres d'Iran, Soraya écrivit avec une réelle admiration comment Paris l'avait « éblouie » . Elle décrit son temps à Paris ainsi : « Chaque jour mon cœur était rempli de soleil. La vie était légère... c'était merveilleux d'être capable d'aller au cinéma, de boire un verre de limonade sur la terrasse d'une brasserie... un vrai plaisir. » Elle évoque aussi sa joie de fréquenter l'école en Europe, contrairement aux écoles iraniennes qui se caractérisaient par « l'uniforme gris, le poêle qui fumait et polluait la classe, les leçons, les devoirs, le travail jusqu'à l'épuisement. »
En 1954-55, le couple impérial effectua un long voyage aux États-Unis, et Soraya, fascinée par Hollywood, rencontra des stars de cinéma américaines pendant son séjour à Los Angeles. Une photographie d'elle la montre faisant du ski nautique à Miami vêtue d'un bikini. La photo suscite une vive controverse en Iran. Soraya fut largement condamnée pour son « immoralité », le bikini étant un vêtement inacceptable pour une musulmane, et la photo fut interdite en Iran dans la tentative de faire taire la critique des ulema.

### Divorce

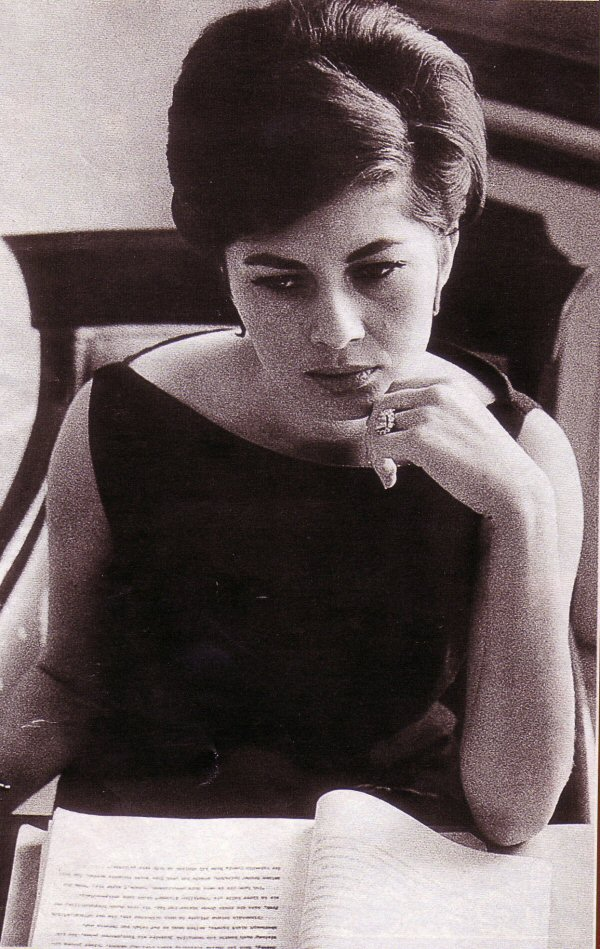
Soraya Esfandiari, princesse d'Iran.

Le conte de fées tourne court. Après quelques années de mariage, l'absence d'héritier devient une préoccupation majeure. Toutes les solutions sont envisagées. Le problème est finalement soumis à un conseil de sages qui propose au chah de prendre une seconde épouse, ce que permet la loi musulmane. Mais Soraya refuse cette idée. Le couple divorce en 1958 pour raison d'État.

### Sa vie à Paris
La princesse Soraya a vécu à Paris au 46 avenue Montaigne. Elle sortait de temps en temps dans des réceptions, telles que les soirées données par la duchesse de La Rochefoucauld. 
Massimo Gargia, un ami et homme de relations publiques essayait de la divertir et de lui faire rencontrer la jeunesse parisienne. Elle se rendait parfois à l'hôtel Plaza Athénée, à proximité de son appartement, pour prendre un verre.
Elle était souvent accompagnée par Chamrizad Firouzabadian, une ancienne dame de la cour à Téhéran. Une autre amie était Lily Claire Saran.
Soraya ne fréquentait pas Farah Diba, qui était la 3e femme du chah, malgré le fait que les deux habitaient Paris.

### Mort
Elle est morte de causes naturelles à Paris dans son appartement parisien le 25 octobre 2001 à l'âge de 69 ans. Après ses funérailles à la cathédrale américaine de Paris le 6 novembre 2001 - auxquelles ont assisté la princesse Ashraf Pahlavi, le prince Gholam Reza Pahlavi, le comte et la comtesse de Paris, le prince et la princesse de Naples, le prince Michel d'Orléans et la princesse Ira von Fürstenberg - elle a été enterrée au cimetière de l'Ouest de Munich, à côté de sa famille (ses parents et son frère),. 
Son frère cadet, Bijan, venu à Paris pour les obsèques de sa sœur, meurt soudainement juste avant le service funéraire,. 

### Vie privée
Soraya entretient ensuite une relation avec l’acteur autrichien Maximilian Schell puis l’héritier germano-suisse Gunter Sachs ; elle vit  brièvement à Munich. 
Son ex-époux lui offre un appartement à Paris d’une valeur de trois millions de dollars de l’époque ainsi qu’une pension mensuelle de 7 000 dollars qu’elle perçoit jusqu’à la fin de sa vie[réf. souhaitée].
Titrée princesse par son ex-époux, Soraya essaie d'oublier son chagrin en Europe, où elle tente une courte carrière d'actrice — tournant ainsi le film à sketches Les Trois Visages, et devient une icône de la jet set.
Elle tombe amoureuse du réalisateur italien qui l’a dirigée dans le troisième sketch du film Les Trois Visages, Franco Indovina (1932-1972), qu’elle fréquente jusqu'à ce qu’il disparaisse dans un accident d'avion à Palerme. Elle passe ensuite le reste de sa vie à voyager à travers l'Europe.
En 2023, Thierry Ardisson affirme avoir été un gigolo pour Soraya,.

## Hommage
Francis Meilland a créé une rose en son honneur, l'« impératrice Soraya ».

## Publications

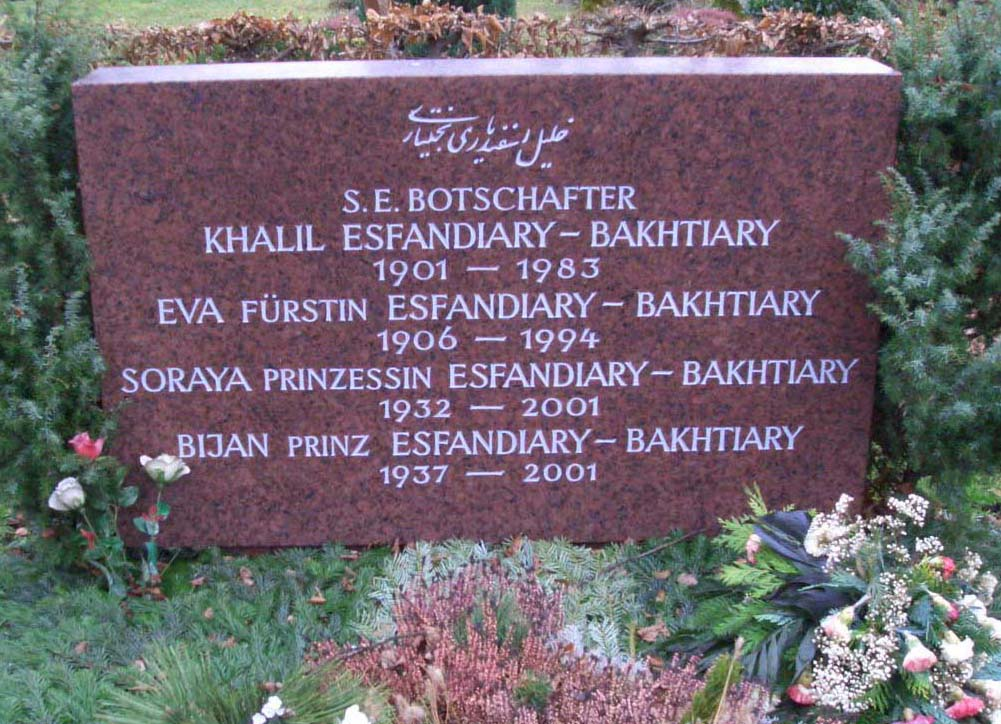
Tombe de la famille de Soraya Esfandiari Bakhtiari au Westfriedhof (Munich).

- (en collaboration avec Louis Valentin) Le Palais des solitudes, 1999, Robert Laffont.
- (en collaboration avec Louis Valentin) La Princesse d'argile, 1998, Robert Laffont.